# ティンクティンク
ティンクティンクは照屋林賢がプロデュースする沖縄県の女性音楽ユニット。3人編成。

## 概要
グループ名は沖縄方言で三線の音を表現する擬声語に由来する。ステージには紅型の衣装で登場し、三線、三板、太鼓も演奏する。
りんけんバンドのホームグラウンドである北谷町美浜のライブハウス「カラハーイ」にレギュラー出演している。
1998年にオーディションが行なわれ、宮城梓と崎浜幸代のニ人組として結成。1999年にシングル「いいあんべぇ／ヨイヨイヨイ」でインディーズ・デビュー、2005年にavex ioからシングル「大切な人／一葉舟」でメジャー・デビュー。その後、メンバーチェンジが重なる時期を経て、2011年に改めてオーディションが行なわれ、7月から我那覇せいらと朝香里映の2人組としての活動を始め、12月にインディーズから初のフル・アルバム『歌が生まれるとき』をリリース。2013年4月、朝香に代わって新メンバーとして宇座千夏・歩の姉妹が加入、3人編成となる。我那覇せいらが2014年に卒業・ソロ活動を開始。宇座姉妹が2015年12月に卒業。新メンバーとして波名城夏妃と豊永愛子が加入。2016年8月31日、新生「ティンクティンク」デビュー・シングル「なげーさやいびーたん」を発売したが、加入1年足らずで豊永が同年11月を以て引退。同年12月22日新メンバーとして以前より所属事務所「アジマァ」で活動していた屋嘉比奈々が加入。2019年春、譜久村さやかが新メンバーとして加入。一旦卒業しソロ活動を行っていた我那覇が再度ティンクティンクで活動開始。2019年9月7日アルバム「TUNE」を発売。2020年4月よりYouTubeチャンネル「りんけんバンドティンクティンクチャンネル」にて、沖縄の音楽、文化など配信するバラエティ生配信を開始。8月2日に配信100回記念ライブ・12月22日配信200回記念ライブ、12月23日アルバム「ユイヤサ!」リリース。2022年1月15日アルバム「ちゃーびらたい」リリース。2023年2月23日アルバム「星ぬ子」リリース。2023年3月31日にに我那覇せいらが一旦卒業し、4月1日から波名城夏妃、屋嘉比奈々、譜久村さやかで、9代目ティンテクティンクがスタートする。

## メンバー

### 現メンバー
波名城 夏妃（はなしろなつき）
1995年3月18日生　出身：沖縄県（宮古島市）
2015年12月新メンバーとして加入。
中学生から本格的に民謡をはじめる。
活発で元気な歌声と三線でステージに花を添える。
2010年、宮古民謡コンクール（最高賞受賞）
屋嘉比 奈々（やかびなな）
1999年3月18日生　出身：沖縄県（南風原町）
2016年12月新メンバーとして加入。
3歳から17歳まで「子供舞踊集団花わらび」に所属。
国内外のステージ経験は豊富である。
譜久村 さやか（ふくむらさやか）
2000年6月5日生　出身：沖縄県（北谷町）
2019年新メンバーとして加入。
さやか大統領の愛称で親しまれる。
幼少の頃から師範の祖母の指導のもと三線と琉球舞踊を始める。
小中高と数々のコンクールで受賞。
琉球民謡伝統協会民謡コンクール（最高賞・教師免許・グランプリ）

### 元メンバー
宮城 梓（みやぎあずさ、愛称「あずさぁ」）
1981年7月8日生 かに座 A型
沖縄県浦添市出身。
三浦 真弥（みうらまや、愛称「まや」）
1987年9月30日生 てんびん座 A型
大阪府出身。
崎浜の活動休止後の2007年7月に新メンバーとして正式加入。
崎浜 幸代（さきはまさちよ、愛称「さぁちぃ」）
2007年6月を以て活動休止を発表。
その後、2011年4月から11月までライブハウス「カラハーイ」に出演していたが、2012年より琉球チムドン楽団の歌姫・ベルさぁちぃとして国内外で活動中。
河合 正美
新垣 有似
朝香 里映（あさかりえ）
4月14日生 おひつじ座 A型
神奈川県出身。
宇座 千夏（うざちなつ）
2月16日生 みずがめ座
沖縄県宜野湾市出身。
2013年4月新メンバーとして加入（宇座姉妹の姉）。
宇座 歩（うざあゆみ）
3月11日生 うお座
沖縄県宜野湾市出身。
2013年4月新メンバーとして加入（宇座姉妹の妹）。
豊永 愛子（とよながかなこ、愛称「かーな」・「ペコちゃん」）
12月13日生 いて座
沖縄県沖縄市出身。
2015年12月新メンバーとして加入。
我那覇 せいら（がなはせいら）
沖縄県恩納村出身。
2011年新メンバーとして加入6歳から琉球舞踊を習う。沖縄ポップスと民謡を中心にソロシンガーとしても活動。琉球古典芸能コンクール舞踊優秀部門優秀賞を受賞。ティンクティンクの姉御的な存在。

## ディスコグラフィー

### シングル
|     | 発売日        | タイトル             | 規格品番    | 収録曲 | 備考                       |
| --- | ------------- | -------------------- | ----------- | --- | -------------------------- |
| 1st | 1999年9月22日 | いいあんべぇ         | RINKEN-3004 | 1. いいあんべぇ 2. ヨイヨイヨイ | りんけんレコード           |
| 2nd | 2001年11月1日 | 少年の頃の夢         | RINKE-3023  | 1. 少年の頃の夢 2. いつも元気 3. 少年の頃の夢(カラオケバージョン)                                                                         | りんけんレコード           |
| 3rd | 2005年2月2日  | 大切な人/一葉舟      | IOCD-20102  | 1. 大切なひと 2. かりゆし 3. 一葉舟 4. 大切なひと(カラオケ) 5. 一葉舟(カラオケ)                                                           | avex io メジャーデビュー作 |
| 4th | 2005年5月11日 | 星の世界             | IOCD-20116  | 1. 星の世界 2. 未来のため 3. 会いたくて 4. 星の世界 (カラオケ) 5. 未来のため (カラオケ) 6. 会いたくて (カラオケ)                          | avex io                    |
| 5th | 2016年8月31日 | なげーさやいびーたん | Rinken-3046 | 1. なげーさやいびーたん 2. 旅ぬはじまい 3. 会いたくて 4. 漲水ぬクイチャー 5. なげーさやいびーたん（カラオケ） 6. 旅ぬはじまい（カラオケ） | りんけんレコード           |

### アルバム
|          | 発売日         | タイトル                                   | 規格品番                                | 収録曲 | 備考                         |
| -------- | -------------- | ------------------------------------------ | --------------------------------------- | --- | ---------------------------- |
| 1st      | 2001年7月1日   | tink tink The First Album                  | RINKE-2021:沖縄口盤 RINKE-2022:中国語盤 | 沖縄口盤 1. いいあんべぇ 2. 海とぅ島 3. ムリカ六星 4. ヒスヒスカルカル 5. ありがとう 6. ヨイヨイ 7. イジュの花 8. ポンポンポン 9. てぃんさぐぬ花 10. ビーチパーリー 11. 夢ぬ中 12. 沖縄からの風 13. いいあんべぇ (中国語) 中国語盤 1. 我的老家 2. 海興島 3. 群星 4. 搖搖晃晃 5. 鳴謝 6. ヨイヨイヨイ 7. 傍晩之風 8. 胖呼呼 9. てぃんさぐぬ花 10. ビーチパーリー 11. 夢ぬ中 12. 沖縄からの風 | りんけんレコード             |
| 2nd      | 2001年9月1日   | 紗...sya                                   | RINKE-2026                              | 1. 紗...sya 2. 季節の言霊 3. 未来のため 4. 靴紐を結んで 5. 椰子の木陰 6. 双子座（ジェミニ） 7. 檸檬のカケラ 8. ち持気の海 9. 君待てど 10. 緑葉 11. 島影 | りんけんレコード             |
| 1st mini | 2005年11月30日 | 沖縄・北谷・美浜〜カラハーイ・スペシャル！ | IOCD-20130                              | 1. 海と島 2. コンビニで逢いましょう 3. いいあんべぇ(New Mix) 4. ありがとう(New Mix) 5. 沖縄からの風(New Mix) CD EXTRA仕様 | avex io ミニアルバム         |
| 3rd      | 2007年8月1日   | 白い夏                                     | RINKE-2035                              | 1. 故郷 2. 楽しい季節 3. 白い夏 4. 真夏陽 5. 白い道 6. 花便り 7. いつだって 8. 恋文 9. 夢の翼 10. ひまわり 11. 白い夏(DEMO・Ver) 12. 白い夏(INST) | りんけんレコード             |
| 2nd mini | 2009年3月18日  | 珊瑚の子守唄                               | YRCN-95126                              | 1. 珊瑚の子守唄 2. 故郷 3. いつだって 4. 真夏陽 5. ひまわり | よしもとアール・アンド・シー |
|          | 2011年         | memory                                     |                                         | |                              |
| 4th      | 2011年12月7日  | 歌が生まれるとき                           | RINKE-2043                              | 1. 未来駅 2. ゆりかご 3. 南風 4. ビー玉 5. この島 6. 天の川 7. ゆんたく おしゃべり 8. 村のお祭り 9. 大空の向こう側 10. 道 11. 歌が生まれる時 12. いいあんべぇ(セルフ・カバー) | りんけんレコード             |
| 5th      | 2019年9月7日   | TUNE                                       | Rinken-2047                             | 1. サシバ 2. 旅ぬ道印 3. 恋風 4. シーグラス 5. やらう道 6. オバー黄金言葉 7. 恋ぬ道あがた 8. さらば黄金森 | りんけんレコード             |

### DVD
|     | 発売日        | タイトル                              | 規格品番   | 収録曲 | 備考             |
| --- | ------------- | ------------------------------------- | ---------- | --- | ---------------- |
| 1st | 2008年9月30日 | ティンク ティンクカラハーイライブ2008 | RINKE-4004 | 1. 沖縄からの風 2. いつだって 3. ひまわり 4. 安里屋ゆんた 5. てぃんさぐぬ花 6. 珊瑚の子守唄 7. 浜ぬチクラ小 8. 唐船どーい 9. 元気でね | りんけんレコード |

### 参加作品
| 発売日         | タイトル                                 | 規格品番   |
| -------------- | ---------------------------------------- | ---------- |
| 2001年05月01日 | 照屋林賢のだれでもひける簡単沖縄三線入門 | AJIMA-2020 |
| 2007年10月24日 | OKINAWA癒歌～ちむぐすい(心薬)            | QACI-30008 |
| 2014年03月19日 | おきなわのホームソング その8             | TECI-1389  |
| 2014年03月19日 | おきなわのホームソング全曲集DVD          | TEBI-39290 |

## タイアップ一覧
| 曲名                   | タイアップ                                        |
| ---------------------- | ------------------------------------------------- |
| 星の世界               | NHK「みんなのうた」テーマソング                   |
| コンビニで逢いましょう | 北海道文化放送「どーせヒマでしょ?」エンディング曲 |
| 珊瑚の子守唄           | 読売テレビ「浜ちゃんが!」エンディング曲           |
| 未来駅                 | 読売テレビ「浜ちゃんが!」エンディング曲           |

## 出演番組

### テレビ
- りんけんバンドさ～（琉球放送）レギュラー
- みんなの広場だ!わんパーク（NHK教育テレビジョン）ゲスト
- 夢りんりん丸（NHK教育テレビジョン）ゲスト
- ティンクティンクアッチャーアッチャー（琉球朝日放送）

### ラジオ
- タンメーカラハーイ（エフエム沖縄）